# Министерство экономики и финансов Камбоджи
Министерство экономики и финансов Камбоджи (кхмер. ក្រសួងសេដ្ឋកិច្ចនិងហិរញ្ញវត្ថុ ) — орган исполнительной власти в Камбодже, регулирует финансово-экономическую деятельность в стране. Образовано с восстановлением монархии в 1993 году. Находится в подчинении Королевского правительства Камбоджи. Резиденция министра и всего высшего руководства ведомства располагаются в Пномпене, также имеются региональные представительства в каждой из провинций. 
Действующим главой ведомства является Аун Порн Монитрос (с 2013 года).

## Руководство
Структура управления делится на пять должностей:
- Министр
- Государственный секретарь
- Заместитель государственного секретаря
- Генеральный секретарь
- Заместитель Генерального секретаря.

Вышеперечисленные лица несут ответственность за управление и распределение средств государственного бюджета, ведение экономической политики, а также делегирование полномочий региональным отделениям.

## Организационная структура
В непосредственном подчинении ведомства находятся:
- Департамент экономики и государственных финансов
- Департамент управления и финансов
- Налоговый департамент
- Департамент таможенных пошлин и акцизных сборов
- Департамента инвестиций и кооперации
- Национальное казначейство
- Департамент неналоговых поступлений
- Департамент финансовой индустрии
- Департамент бюджета
- Департамент по финансовым делам
- Департамент местных финансов
- Департамент внутренней ревизии
- Департамент государственного имущества
- Департамент государственных закупок
- Департамент кадров
- Департамент по правовым вопросам
- Департамент экономической интеграции и АСЕАН
- Департамент информационных технологий
- Департамент по переселению
- Институт экономики и финансов

## Руководители ведомства (с 1993 года)
| Имя               | Вступил в должность | Покинул должность | Партия                   |
| ----------------- | ------------------- | ----------------- | ------------------------ |
| Сам Раинси        | 24 сентября 1993    | 24 октября 1994   | ФУНСИНПЕК                |
| Keat Chhon        | 24 октября 1994     | 24 сентября 2013  | Народная партия Камбоджи |
| Аун Порн Монитрос | 24 сентября 2013    | в должности       | Народная партия Камбоджи |